# Stepčići
Stepčići is een plaats in de gemeente Kršan in de Kroatische provincie Istrië. De plaats telt 42 inwoners (2001).